# Михал Серсен
Михал Серсен (слч. Michal Sersen — Гелњица, 28. децембар 1985) професионални је словачки хокејаш на леду који игра на позицијама одбрамбеног играча.
Члан је сениорске репрезентације Словачке за коју је на међународној сцени дебитовао на светском првенству 2011. године. У дресу репрезентације Словачке освојио је сребрну медаљу на СП 2012. године.
Иако је учествовао на улазном драфту НХЛ лиге 2004, где га је као 130. пика у петој рунди одабрала екипа Питсбург пенгвинса, никада није заиграо у најјачој хокејашкој лиги на свету.
Играчку каријеру започиње још као јуниор у дресу Слована из Братиславе, а члан сениорског тима постаје током 2003. године. Током каријере наступао је још и за руски Автомобилист и чешке тимове Лев и Спарту.